# Liste der Stolpersteine in Görlitz

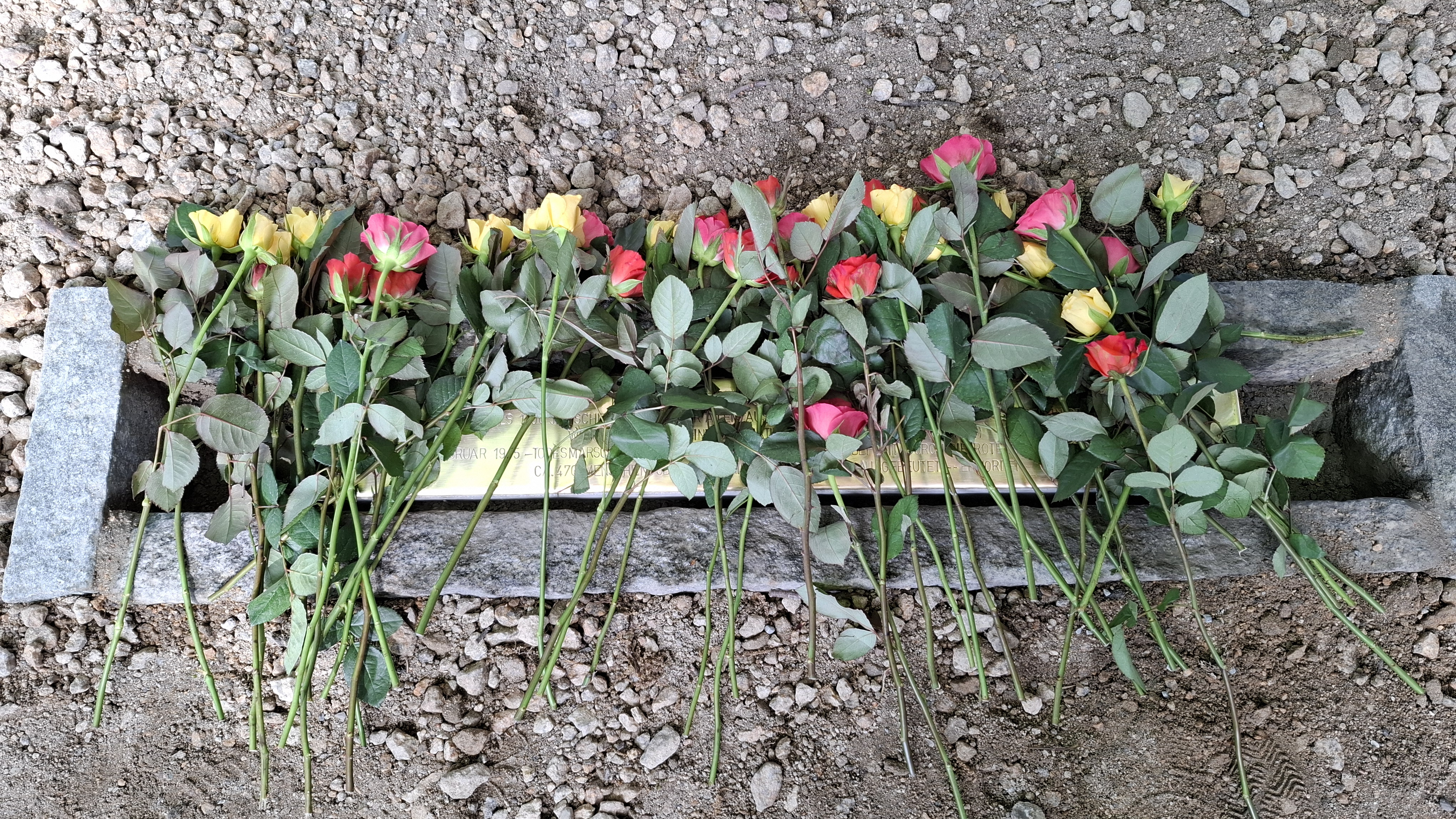
Stolperschwelle im Biesnitzer Grund

Verlegung durch Gunter Demnig mit Oberbürgermeister Octavian Ursu (2025)

Die Liste der Stolpersteine in Görlitz enthält alle 84 Stolpersteine sowie eine Stolperschwelle, die im Rahmen des gleichnamigen Projekts von Gunter Demnig an 29 Stellen in der Stadt Görlitz verlegt wurden. Drei davon, für Familie Goldberg, erinnern in der eh. Görlitzer Oststadt Zgorzelec an jüdische Familien. Mit ihnen soll an Opfer des Nationalsozialismus erinnert werden, die in Görlitz lebten und wirkten.

## Stolpersteinverlegungen
Bisher fanden folgende Stolpersteinverlegungen in Görlitz statt:
- 9. Juli 2007[1], Gunter Demnig verlegt in Görlitz die ersten zehn Stolpersteine
- 26. Juli 2012[2], Verlegung von 5 Stolpersteinen, davon zwei in Anwesenheit des Schweizer Publizisten Michael Guggenheimer zum Gedenken an seine Großeltern
- 2. Mai 2014[3][4], Verlegung von drei Stolpersteinen
- 30. Mai 2017[5], drei Stolpersteine werden verlegt
- 5. November 2021[6], Verlegung von 15 Stolpersteinen durch Gunter Demnig
- 18. Mai 2022[7], 24 neue Stolpersteine
- 22. Juni 2023[8]. 21 weitere Steine kommen hinzu.
- 8. Mai 2025[9]. 3 weitere Steine und eine erste Stolperschwelle wurden durch Gunter Demnig verlegt.

## Stolperschwelle
Am 8. Mai 2025 wurde durch Gunter Demnig persönlich und im Beisein des Oberbürgermeisters eine erste Stolperschwelle an der Ecke Melanchthonstraße-Fröbelstraße in Görlitz verlegt. Die Stolperschwelle befindet sich am Pioniermahnmal und ist den Häftlingen und Opfern des von den Nazis betriebenen Konzentrationslagers im Biesnitzer Grund, einem Außenlager des KZ Groß Rosen, gewidmet.
| Schwelle  | |
| Inschrift | KZ-AUSSENLAGER GÖRLITZ – AB AUGUST 1944 MEHR ALS 1400 JÜDISCHE HÄFTLINGE VOR ALLEM AUS POLEN UND UNGARN LEISTEN ZWANGSARBEIT IN DER WAGGON- UND MASCHINENBAU AKTIENGESELLSCHAFT GÖRLITZ (WUMAG) FEBRUAR 1945 – TODESMARSCH NACH RENNERSDORF – RÜCKMARSCH – BEFREIT DURCH DIE ROTE ARMEE AM 8. MAI CA. 470 MENSCHEN ÜBERLEBEN NICHT – ENTRECHTET – AUSGEBEUTET -- ERMORDET . |
| Ort       | Melanchthonstraße-Fröbelstraße / |

## Verlegte Stolpersteine
| Bild                                       | Name                    | Adresse                                                                          | Verlege- datum | Inschrift | Kurzvita |
| ------------------------------------------ | ----------------------- | -------------------------------------------------------------------------------- | -------------- | --- | --- |
| Stolperstein für Hermann Löwenberg         | Hermann Löwenberg       | Am Stadtpark 6 (Standort)                                                        | 18. Mai 2022   | Hier wohnte Hermann Löwenberg Jg. 1887 Flucht 1937 USA | Die Familie Löwenberg wohnte am Stadtpark. |
| Stolperstein für Else Löwenberg            | Else Löwenberg          | Am Stadtpark 6 (Standort)                                                        | 18. Mai 2022   | Hier wohnte Else Löwenberg Geb. Gradnauer Jg. 1902 Flucht 1937 USA | Die Familie Löwenberg wohnte am Stadtpark. |
| Stolperstein für Gerhard Löwenberg         | Gerhard Löwenberg       | Am Stadtpark 6 (Standort)                                                        | 18. Mai 2022   | Hier wohnte Gerhard Löwenberg Jg. 1926 Flucht 1937 USA | Die Familie Löwenberg wohnte am Stadtpark. |
| Stolperstein für Eveline Löwenberg         | Eveline Löwenberg       | Am Stadtpark 6 (Standort)                                                        | 18. Mai 2022   | Hier wohnte Eveline Löwenberg Verh. Apte Jg. 1929 Flucht 1937 USA | Die Familie Löwenberg wohnte am Stadtpark. |
| Stolperstein für Flora Hannes              | Flora Hannes            | Augustastraße 30 (Standort)                                                      | 5. Nov. 2021   | Hier wohnte Flora Hannes Geb. Student Jg. 1877 Flucht 1941 USA | Auf der Augustastraße wohnte Flora Hannes mit den Söhnen Wolfgang und Gerhard. |
| Stolperstein für Wolfgang Hannes           | Wolfgang Hannes         | Augustastraße 30 (Standort)                                                      | 5. Nov. 2021   | Hier wohnte Wolfgang Hannes Jg. 1910 Flucht 1937 Argentinien 1938 USA | Auf der Augustastraße wohnte Flora Hannes mit den Söhnen Wolfgang und Gerhard. |
| Stolperstein für Gerhard Hannes            | Gerhard Hannes          | Augustastraße 30 (Standort)                                                      | 5. Nov. 2021   | Hier wohnte Gerhard Hannes Jg. 1912 Flucht 1933 Frankreich 1934 USA | Auf der Augustastraße wohnte Flora Hannes mit den Söhnen Wolfgang und Gerhard. |
| Stolperstein für Paul Boehm                | Paul Boehm              | Gottfried-Kiesow-Platz 2 (Bei der Peterskirche), Eingang zum Vogtshof (Standort) | 9. Juli 2007   | Hier wohnte Paul Boehm Jg. 1868 Lager Tormersdorf Vor Deportation Ermordet 5.5.1942                                                                                                   | Paul Boehm war ein Kunstmaler. Jenny Boehm war seine Schwester. |
| Stolperstein für Jenny Boehm               | Jenny Boehm             | Gottfried-Kiesow-Platz 2 (Bei der Peterskirche), Eingang zum Vogtshof (Standort) | 9. Juli 2007   | Hier wohnte Jenny Boehm Geb. 1874 Deportiert 1942 Theresienstadt Ermordet in Treblinka                                                                                                | Paul Boehm war ein Kunstmaler. Jenny Boehm war seine Schwester. |
| Stolperstein für Carl Wallach              | Carl Wallach            | Berliner Straße 9 (Standort)                                                     | 22. Juni 2023  | Hier arbeitete Carl Wallach Jg. 1870 Gedemütigt / Entrechtet Tot 24. Dez. 1934 | Die Familien Rauch-Wallach betrieben in der Görlitzer Innenstadt ein florierendes Schuhgeschäft. Auf der Berliner Straße erinnern die Stolpersteine an dem Ort, wo eine der Filialen sich befand.           |
| Stolperstein für Lutka Wallach             | Lutka Wallach           | Berliner Straße 9 (Standort)                                                     | 22. Juni 2023  | Lutka Wallach Geb. Rauch Jg. 1876 Deportiert 1942 Ghetto Warschau Ermordet | Die Familien Rauch-Wallach betrieben in der Görlitzer Innenstadt ein florierendes Schuhgeschäft. Auf der Berliner Straße erinnern die Stolpersteine an dem Ort, wo eine der Filialen sich befand.           |
| Stolperstein für Hans Wallach              | Hans Wallach            | Berliner Straße 9 (Standort)                                                     | 22. Juni 2023  | Hans Wallach Jg. 1904 Flucht 1938 Kuba USA | Die Familien Rauch-Wallach betrieben in der Görlitzer Innenstadt ein florierendes Schuhgeschäft. Auf der Berliner Straße erinnern die Stolpersteine an dem Ort, wo eine der Filialen sich befand.           |
| Stolperstein für Kurt Wallach              | Kurt Wallach            | Berliner Straße 9 (Standort)                                                     | 22. Juni 2023  | Kurt Wallach Jg. 1907 Flucht 1937 Kolumbien USA | Die Familien Rauch-Wallach betrieben in der Görlitzer Innenstadt ein florierendes Schuhgeschäft. Auf der Berliner Straße erinnern die Stolpersteine an dem Ort, wo eine der Filialen sich befand.           |
| Stolperstein für Rudolf Nürnberger         | Rudolf Nürnberger       | Berliner Straße 30 (Standort)                                                    | 22. Juni 2023  | Hier wohnte / arbeitete Dr. Rudolf Nürnberger Jg. 1901 Berufsverbot 1933 Flucht 1939 Schottland USA                                                                                   | Dr. med. Rudolf Nürnberger wurde mit Berufsverbot belegt und konnte aus Deutschland fliehen. |
| Stolperstein für Carl Jacobsohn            | Carl Jacobsohn          | Bismarckstraße 16 (Standort)                                                     | 26. Juli 2012  | Hier wohnte Carl Jacobsohn Jg. 1877 Flucht 1938 Holland Interniert 1943 Westerbork Deportiert 1944 Ermordet 1944 in Auschwitz                                                         | Die Steine wurden von Walter Jacobsohn, dem Bruder von Hans, gestiftet. Carl Jacobsohn war deren Vater. |
| Stolperstein für Hans Jacobsohn            | Hans Jacobsohn          | Bismarckstraße 16 (Standort)                                                     | 26. Juli 2012  | Hier wohnte Hans Jacobsohn Jg. 1909 Flucht 1938 Holland Interniert 1943 Westerbork Deportiert 1944 Ermordet 1944 in Auschwitz                                                         | Die Steine wurden von Walter Jacobsohn, dem Bruder von Hans, gestiftet. Carl Jacobsohn war deren Vater. |
| Stolperstein für Hans Nathan               | Hans Nathan             | Blumenstraße 58 (Standort)                                                       | 18. Mai 2022   | Hier wohnte Dr. Hans Nathan Jg. 1900 Flucht 1933 Prag 1939 England | Auf der Blumenstraße wohnte die Familie von Rechtsanwalt Hans Nathan. Die Nathans, sowohl Hans wie auch sein Vater hatten Kanzlei und Anwaltsbüro auf der Schützenstrasse.                                  |
| Stolperstein für Marianne Nathan           | Marianne Nathan         | Blumenstraße 58 (Standort)                                                       | 18. Mai 2022   | Hier wohnte Marianne Nathan Geb. Staar Jg. 1901 Flucht 1933 Prag 1939 England | Auf der Blumenstraße wohnte die Familie von Rechtsanwalt Hans Nathan. Die Nathans, sowohl Hans wie auch sein Vater hatten Kanzlei und Anwaltsbüro auf der Schützenstrasse.                                  |
| Stolperstein für Susanne Nathan            | Susanne Nathan          | Blumenstraße 58 (Standort)                                                       | 18. Mai 2022   | Hier wohnte Susanne Nathan Verh. Thomson Jg. 1926 Flucht 1933 Prag 1939 England | Auf der Blumenstraße wohnte die Familie von Rechtsanwalt Hans Nathan. Die Nathans, sowohl Hans wie auch sein Vater hatten Kanzlei und Anwaltsbüro auf der Schützenstrasse.                                  |
| Stolperstein für Sabine Nathan             | Sabine Nathan           | Blumenstraße 58 (Standort)                                                       | 18. Mai 2022   | Hier wohnte Sabine Nathan Jg. 1929 Flucht 1933 Prag 1939 England | Auf der Blumenstraße wohnte die Familie von Rechtsanwalt Hans Nathan. Die Nathans, sowohl Hans wie auch sein Vater hatten Kanzlei und Anwaltsbüro auf der Schützenstrasse.                                  |
| Stolperstein für Sigmund Nathan            | Sigmund Fischer         | Demianiplatz 25 (Standort)                                                       | 9. Juli 2007   | Hier wohnte Sigmund Fischer Jg. 1879 Deportiert 1942 Theresienstadt Ermordet in Auschwitz                                                                                             | Sigmund und Betty Fischer waren Textilhändler in Görlitz. |
| Stolperstein für Sabine Nathan             | Betty Fischer           | Demianiplatz 25 (Standort)                                                       | 9. Juli 2007   | Hier Wohnte Betty Fischer Geb. Zaduk Geb. 1881 Deportiert 1942 Theresienstadt Ermordet 8.3.1943                                                                                       | |
| Stolperstein für Walter Rauch              | Walter Rauch            | Dr.-Friedrich-Straße 1 (Standort)                                                | 22. Juni 2023  | Hier arbeitete Walter Rauch Jg. 1907 Flucht 1939 England Interniert 1940 Australien Entlassen                                                                                         | Die Familien Rauch-Wallach betrieben in der Görlitzer Innenstadt ein florierendes Schuhgeschäft. Auf der Ecke Dr.-Friedrich-Straße erinnern die Stolpersteine an dem Ort, wo eine der Filialen sich befand. |
| Stolperstein für Fritz Rauch               | Fritz Rauch             | Dr.-Friedrich-Straße 1 (Standort)                                                | 22. Juni 2023  | Hier arbeitete Fritz Rauch Jg. 1908 Flucht 1938 England | Die Familien Rauch-Wallach betrieben in der Görlitzer Innenstadt ein florierendes Schuhgeschäft. Auf der Ecke Dr.-Friedrich-Straße erinnern die Stolpersteine an dem Ort, wo eine der Filialen sich befand. |
| Stolperstein für Elisabeth Ucko            | Elsbeth Ucko            | Elisabethstraße 10/11 (Standort)                                                 | 30. Mai 2017   | Hier wohnte Elsbeth Ucko Geb. Unger Jg. 1879 Deportiert 1942 Lodz/Litzmannstadt Ermordet                                                                                              | Elsbeth Ucko und ihr Sohn Wilhelm hatten in der Elisabethstraße 10/11 ein Fotoatelier. |
| Stolperstein für Wilhelm Ucko              | Wilhelm Ucko            | Elisabethstraße 10/11 (Standort)                                                 | 30. Mai 2017   | Hier Wohnte Wilhelm Ucko Jg. 1907 Flucht 1939 Schweden | Elsbeth Ucko und ihr Sohn Wilhelm hatten in der Elisabethstraße 10/11 ein Fotoatelier. |
| Stolperstein für Ismar Kupferberg          | Ismar Kupferberg        | Elisabethstraße 36 (Standort)                                                    | 18. Mai 2022   | Hier wohnte Ismar Kupferberg Jg. 1869 Medizinische Versorgung Verweigert Tot 9.4.1934                                                                                                 | Die Kupferbergs wohnten auf der Elisabethstraße, zudem betrieb die Familie ein Ladengeschäft. Walther ist der Mann von Ilse, deren gemeinsamer Sohn war Reuven.                                             |
| Stolperstein für Hedwig Kupferberg         | Hedwig Kupferberg       | Elisabethstraße 36 (Standort)                                                    | 18. Mai 2022   | Hier wohnte Hedwig Kupferberg Geb. Centawer Jg. 1882 Verhaftet 1942 Arbeitslager Tormersdorf Deportiert 1942 Auschwitz / Befreit Tot an Haftfolgen 6.5.1945                           | Die Kupferbergs wohnten auf der Elisabethstraße, zudem betrieb die Familie ein Ladengeschäft. Walther ist der Mann von Ilse, deren gemeinsamer Sohn war Reuven.                                             |
| Stolperstein für Erwin Kupferberg          | Erwin Kupferberg        | Elisabethstraße 36 (Standort)                                                    | 18. Mai 2022   | Hier wohnte Erwin Kupferberg Jg. 1909 Flucht 1934 Palästina | Die Kupferbergs wohnten auf der Elisabethstraße, zudem betrieb die Familie ein Ladengeschäft. Walther ist der Mann von Ilse, deren gemeinsamer Sohn war Reuven.                                             |
| Stolperstein für Ilse Pietrkowski          | Ilse Pietrkowski        | Elisabethstraße 36 (Standort)                                                    | 18. Mai 2022   | Hier wohnte Ilse Pietrkowski Geb. Kupferberg Jg. 1906 Flucht 1938 Palästina | Die Kupferbergs wohnten auf der Elisabethstraße, zudem betrieb die Familie ein Ladengeschäft. Walther ist der Mann von Ilse, deren gemeinsamer Sohn war Reuven.                                             |
| Stolperstein für Walther Pietrkowski       | Walther Pietrkowski     | Elisabethstraße 36 (Standort)                                                    | 18. Mai 2022   | Hier wohnte Walter Pietrkowski Jg. 1912 Flucht 1938 Palästina | Die Kupferbergs wohnten auf der Elisabethstraße, zudem betrieb die Familie ein Ladengeschäft. Walther ist der Mann von Ilse, deren gemeinsamer Sohn war Reuven.                                             |
| Stolperstein für Reuven Pietrkowski        | Reuven Pietrkowski      | Elisabethstraße 36 (Standort)                                                    | 18. Mai 2022   | Hier wohnte Reuven Pietrkowski Jg. 1932 Flucht 1938 Palästina | Die Kupferbergs wohnten auf der Elisabethstraße, zudem betrieb die Familie ein Ladengeschäft. Walther ist der Mann von Ilse, deren gemeinsamer Sohn war Reuven.                                             |
| Stolperstein für Franz Schalscha           | Franz Schalscha         | Fröbelstraße 1 (Standort)                                                        | 22. Juni 2023  | Hier wohnte Franz Schalscha Jg. 1903 Flucht 1933 Italien 1938 Rhodesien | Franz Schalscha war Direktor des Karstadt-Kaufhauses in der Görlitzer Innenstadt. Während er entkommen konnte, wurde seine Schwester Eva ermordet.                                                          |
| Stolperstein für Eva Schalscha             | Eva Schalscha           | Fröbelstraße 1 (Standort)                                                        | 22. Juni 2023  | Hier wohnte Eva Schalscha Verh. Imber Jg. 1908 Verzogen Kattowitz Deportiert 1942 Ghetto Vilnius Ermordet 1942                                                                        | Franz Schalscha war Direktor des Karstadt-Kaufhauses in der Görlitzer Innenstadt. Während er entkommen konnte, wurde seine Schwester Eva ermordet.                                                          |
| Stolperstein für Regine Schlesinger        | Regina Schlesinger      | Hospitalstraße 32 (Standort)                                                     | 8. Mai 2025    | Hier wohnte Regina ‚Rike‘ Schlesinger Geb. Galewski Jg. 1867 Deportiert 1942 Theresienstadt Ermordet 25.9.1942                                                                        | |
| Stolperstein für Erich Oppenheimer         | Erich Oppenheimer       | Jakobstraße 3 (Standort)                                                         | 9. Juli 2007   | Hier wohnte Erich Oppenheimer Jg. 1894 Vor Deportation Richtung Osten Flucht in den Tod 24.4.1942                                                                                     | Dr. Erich Oppenheimer war Arzt in Görlitz. Der Stein für den Sohn Werner wurde erst 2012 verlegt. |
| Stolperstein für Charlotte Oppenheimer     | Charlotte Oppenheimer   | Jakobstraße 3 (Standort)                                                         | 9. Juli 2007   | Hier wohnte Charlotte Oppenheimer Geb. Cohn Jg. 1896 Vor Deportation Richtung Osten Flucht in den Tod 24.4.1942                                                                       | Dr. Erich Oppenheimer war Arzt in Görlitz. Der Stein für den Sohn Werner wurde erst 2012 verlegt. |
| Stolperstein für Werner Oppenheimer        | Werner Oppenheimer      | Jakobstraße 3 (Standort)                                                         | 26. Juli 2012  | Hier wohnte Werner Oppenheimer Jg. 1921 Deportiert 1942 Lublin ??? | Dr. Erich Oppenheimer war Arzt in Görlitz. Der Stein für den Sohn Werner wurde erst 2012 verlegt. |
| Stolperstein für Reinhard Fränkel          | Reinard Fränkel         | Jakobstraße 15 (Standort)                                                        | 22. Juni 2023  | Hier wohnte Reinhard Fränkel Jg. 1884 'Schutzhaft' 1938 KZ Sachsenhausen Flucht 1939 Bolivien Argentinien                                                                             | Die Fränkels betrieben in der Görlitzer Innenstadt ein florierendes Geschäft. |
| Stolperstein für Brunhilde Fränkel         | Brunhilde Fränkel       | Jakobstraße 15 (Standort)                                                        | 22. Juni 2023  | Hier wohnte Brunhilde Fränkel Geb. Moses Jg. 1892 Flucht 1939 Bolivien Argentinien | Die Fränkels betrieben in der Görlitzer Innenstadt ein florierendes Geschäft. |
| Stolperstein für Werner Fränkel            | Werner Fränkel          | Jakobstraße 15 (Standort)                                                        | 22. Juni 2023  | Hier wohnte Werner Fränkel Jg. 1917 Flucht 1938 Uruguay Argentinien | Die Fränkels betrieben in der Görlitzer Innenstadt ein florierendes Geschäft. |
| Stolperstein für Hans-Gerhard Fränkel      | Hans-Gerhard Fränkel    | Jakobstraße 15 (Standort)                                                        | 22. Juni 2023  | Hier wohnte Hans-Gerhard Fränkel Jg. 1919 Flucht 1938 Uruguay Argentinien | Die Fränkels betrieben in der Görlitzer Innenstadt ein florierendes Geschäft. |
| Stolperstein für Paul Arnade               | Paul Arnade             | Jakobstraße 31 (Standort)                                                        | 2. Mai 2014    | Hier wohnte Paul Arnade Jg. 1874 Deportiert 1942 Theresienstadt Ermordet 14.12.1942                                                                                                   | Paul und Margarete Arnade betrieben die Koffer- und Lederwarenfabrik Julius Arnade in Görlitz-Moys. |
| Stolperstein für Margarete Arnade          | Margarete Arnade        | Jakobstraße 31 (Standort)                                                        | 2. Mai 2014    | Hier wohnte Margarete Arnade Geb. Pinoff Jg. 1886 Deportiert 1942 Theresienstadt Ermordet                                                                                             | Paul und Margarete Arnade betrieben die Koffer- und Lederwarenfabrik Julius Arnade in Görlitz-Moys. |
| Stolperstein für Irma Alter                | Irma Alter              | Joliot-Curie-Straße 2 (Standort)                                                 | 8. Mai 2025    | Hier wohnte Irma Alter Geb. Holaender Jg. 1873 Deportiert 1944 Theresienstadt Ermordet 20.5.1944                                                                                      | |
| Stolperstein für Albert Blau               | Albert Blau             | Konsulstraße 13 (Standort)                                                       | 18. Mai 2022   | Hier wohnte/praktizierte Dr. Albert Blau Jg. 1869 Berufsverbot 1933 Flucht 1939 Schweden Tot 8.4.1941 Lund                                                                            | Dr. Albert Blau war erster Ärztlicher Leiter am St. Caroluskrankenhaus, Albert und seine Frau Minna mussten Deutschland verlassen. Schweden nahm die Eheleute auf.                                          |
| Stolperstein für Minna Blau                | Minna Blau              | Konsulstraße 13 (Standort)                                                       | 18. Mai 2022   | Hier wohnte Minna Blau Geb. Bauer Jg. 1878 Flucht 1939 Schweden | Dr. Albert Blau war erster Ärztlicher Leiter am St. Caroluskrankenhaus, Albert und seine Frau Minna mussten Deutschland verlassen. Schweden nahm die Eheleute auf.                                          |
| Stolperstein für Alfred Feldmann           | Alfred Feldmann         | Konsulstraße 21 (Standort)                                                       | 22. Juni 2023  | Hier wohnte Alfred Feldmann Jg. 1886 Flucht 1939 Chile | Die Nachfahren begleiteten die Verlegung der Stolpersteine. |
| Stolperstein für Friederike Frida Feldmann | Friederike Feldmann     | Konsulstraße 21 (Standort)                                                       | 22. Juni 2023  | Hier wohnte Friedericke 'Frida' Feldmann Geb. Eckersdorff Jg. 1887 Flucht 1939 Chile                                                                                                  | Die Nachfahren begleiteten die Verlegung der Stolpersteine. |
| Stolperstein für Eva Feldmann              | Eva Feldmann            | Konsulstraße 21 (Standort)                                                       | 22. Juni 2023  | Hier wohnte Eva Feldmann Verh. Hirschfeld Jg. 1917 Flucht 1938 Palästina | Die Nachfahren begleiteten die Verlegung der Stolpersteine. |
| Stolperstein für Kurt Feldmann             | Kurt Feldmann           | Konsulstraße 21 (Standort)                                                       | 22. Juni 2023  | Hier wohnte Kurt Feldmann JG. 1919 Flucht 1938 Uruguay Chile Argentinien | Die Nachfahren begleiteten die Verlegung der Stolpersteine. |
| Stolperstein für Charlotte Kluge           | Charlotte Kluge         | Konsulstraße 24 (Standort)                                                       | 8. Mai 2025    | Hier wohnte Charlotte Kluge Jg. 1910 Eingewiesen 1933 Heilanstalt Bunzlau ‘Verlegt‘ 1941 Pirna-Sonnenstein Ermordet 5.4.1941 ‘Aktion T4‘                                              | |
| Stolperstein für Amanda Scharne Hannes     | Amanda Scharne Hannes   | Kunnerwitzer Straße 17 (Standort)                                                | 5. Nov. 2021   | Hier wohnte Amanda Scharne Hannes Geb. Auerbach Jg. 1861 Verhaftet 1942 Zwangsarbeit Lager Tomersdorf Ermordet 13.6.1942                                                              | Amanda Hannes war die Vorsitzende des Frauenhilfsvereins der jüdischen Gemeinde. |
| Stolperstein für Ruth Loewy                | Ruth Loewy              | Langenstraße 25 (Standort)                                                       | 22. Juni 2023  | | Die Nachfahren der Loewys aus Australien angereist, begleiteten die Verlegung der Stolpersteine. |
| Stolperstein für Gerda Loewy               | Gerda Loewy             | Langenstraße 25 (Standort)                                                       | 22. Juni 2023  | | Die Nachfahren der Loewys aus Australien angereist, begleiteten die Verlegung der Stolpersteine. |
| Stolperstein für Berta Loewy               | Berta Loewy             | Langenstraße 25 (Standort)                                                       | 22. Juni 2023  | | Die Nachfahren der Loewys aus Australien angereist, begleiteten die Verlegung der Stolpersteine. |
| Stolperstein für Richard Simon Loewy       | Richard Loewy           | Langenstraße 25 (Standort)                                                       | 22. Juni 2023  | | Die Nachfahren der Loewys aus Australien angereist, begleiteten die Verlegung der Stolpersteine. |
| Stolperstein für Julius Herbst             | Julius Herbst           | Lindenweg 2 (Standort)                                                           | 18. Mai 2022   | Hier wohnte Julius Herbst Jg. 1886 Flucht 1937 Schweden | Die Familie Herbst wohnte auf dem Lindenweg. Julius Herbst war Begründer der Görlitzer Eisenmöbel-Fabrik |
| Stolperstein für Margarete Herbst          | Margarete Herbst        | Lindenweg 2 (Standort)                                                           | 18. Mai 2022   | Hier wohnte Margarete Herbst Geb. Poppelauer Jg. 1896 Flucht 1939 Schweden | Die Familie Herbst wohnte auf dem Lindenweg. Julius Herbst war Begründer der Görlitzer Eisenmöbel-Fabrik |
| Stolperstein für Günter Phillip Herbst     | Günter Phillip Herbst   | Lindenweg 2 (Standort)                                                           | 18. Mai 2022   | Hier wohnte Günter Phillip Herbst Jg. 1924 Flucht 1938 mit Hilfe Schweden England 1940 Australien                                                                                     | Die Familie Herbst wohnte auf dem Lindenweg. Julius Herbst war Begründer der Görlitzer Eisenmöbel-Fabrik |
| Stolperstein für Rita Herbst               | Rita Herbst             | Lindenweg 2 (Standort)                                                           | 18. Mai 2022   | Hier wohnte Rita Herbst Verh. Paltiel Jg. 1926 Flucht 1938 Schweden | Die Familie Herbst wohnte auf dem Lindenweg. Julius Herbst war Begründer der Görlitzer Eisenmöbel-Fabrik |
| Stolperstein für Eugen Bass                | Eugen Bass              | Luisenstraße 21 (Standort)                                                       | 9. Juli 2007   | Hier wohnte Eugen Bass Jg. 1862 Deportiert 1942 Theresienstadt Ermordet 18.10.1942 | Eugen Bass war ein Tierarzt in Görlitz |
| Stolperstein für Walter Helmut Slotowski   | Walter Helmut Slotowski | Nonnenstraße 13 (Standort)                                                       | 5. Nov. 2021   | Hier wohnte Walter Helmut Slotowski Jg. 1896 Flucht 1939 Shanghai Tot 11.12.1940 | Die Familie von Walter Slotowski wohnte auf der Nonnenstraße. |
| Stolperstein für Ibolyka Slotowski         | Ibolyka Slotowski       | Nonnenstraße 13 (Standort)                                                       | 5. Nov. 2021   | Hier wohnte Ibolyka Slotowski Geb. Feher Jg. 1900 Flucht 1939 Shanghai Tot 29.11.1940                                                                                                 | Die Familie von Walter Slotowski wohnte auf der Nonnenstraße. |
| Stolperstein für Tibor Gert Slotowski      | Tibor Gert Slotowski    | Nonnenstraße 13 (Standort)                                                       | 5. Nov. 2021   | Hier wohnte Tibor Gert Slotowski Jg. 1928 Kindertransport 1939 England | Die Familie von Walter Slotowski wohnte auf der Nonnenstraße. |
| Stolperstein für Fery Frank Slotowski      | Fery Frank Slotowski    | Nonnenstraße 13 (Standort)                                                       | 5. Nov. 2021   | Hier wohnte Fery Frank Slotowski Jg. 1933 Flucht 1939 Sanghai | Die Familie von Walter Slotowski wohnte auf der Nonnenstraße. |
| Stolperstein für Artur Dresel              | Artur Dresel            | Obermarkt 6 (Standort)                                                           | 18. Mai 2022   | Hier arbeitete Artur Dresel Jg. 1879 Mitglied SPD Verhaftet 1935 Gestapogefängnis Breslau Ermordet 22.9.1935 Breslau                                                                  | Artur Dresel war Ladeninhaber und Mitglied der SPD. |
| Stolperstein für Mehta Dresel              | Mehta Dresel            | Obermarkt 6 (Standort)                                                           | 18. Mai 2022   | Mehta Dresel Geb. Goldstein Jg. 1885 Flucht 1939 Brasilien | Artur Dresel war Ladeninhaber und Mitglied der SPD. |
| Stolperstein für Klaus Julius Dresel       | Klaus Julius Dresel     | Obermarkt 6 (Standort)                                                           | 18. Mai 2022   | Klaus Julius Dresel Jg. 1909 Flucht Uruguay | Artur Dresel war Ladeninhaber und Mitglied der SPD. |
| Stolperstein für Hans Ulrich Dresel        | Hans Ulrich Dresel      | Obermarkt 6 (Standort)                                                           | 18. Mai 2022   | Hans Ulrich Dresel Jg. 1919 Flucht 1937 Brasilien | Artur Dresel war Ladeninhaber und Mitglied der SPD. |
| Stolperstein für Fritz Warschawski         | Fritz Warschawski       | Postplatz 10 (Standort)                                                          | 26. Juli 2012  | Hier wohnte Dr. Fritz Warschawski Jg. 1888 Flucht 1933 Palästina Überlebt | Dr. Fritz Warschawski war Zahnarzt in Görlitz. Käthe Warschawski war seine Frau. |
| Stolperstein für Käthe Warschawski         | Käthe Warschawski       | Postplatz 10 (Standort)                                                          | 26. Juli 2012  | Hier wohnte Käthe Warschawski Geb. Lichtenstein Geb. 1887 Flucht 1933 Palästina Flucht in den Tod 1935                                                                                | Dr. Fritz Warschawski war Zahnarzt in Görlitz. Käthe Warschawski war seine Frau. |
| Stolperstein für Hugo Schaye               | Hugo Schaye             | Salomonstraße 41 (Standort)                                                      | 9. Juli 2007   | Hier wohnte Hugo Schaye Geb. 1894 Deportiert 1942 Richtung Osten Ermordet 1942 In einem KZ                                                                                            | Elsbeth Schaye war die Ehefrau des Görlitzers Hugo Schaye, der mit seinem Sohn Robert Schaye einen Häute- und Fellhandel in Rauschwalde betrieb.                                                            |
| Stolperstein für Robert Schaye             | Robert Schaye           | Salomonstraße 41 (Standort)                                                      | 9. Juli 2007   | Hier wohnte Robert Schaye Jg. 1864 Deportiert 1942 Theresienstadt Ermordet 28.7.1942                                                                                                  | Elsbeth Schaye war die Ehefrau des Görlitzers Hugo Schaye, der mit seinem Sohn Robert Schaye einen Häute- und Fellhandel in Rauschwalde betrieb.                                                            |
| Stolperstein für Elsbeth Schaye            | Elsbeth Schaye          | Salomonstraße 41 (Standort)                                                      | 9. Juli 2007   | Hier wohnte Elsbeth Schaye Geb. Rubensohn Jg. 1871 Deportiert 1942 Theresienstadt Ermordet 3.1.1943                                                                                   | Elsbeth Schaye war die Ehefrau des Görlitzers Hugo Schaye, der mit seinem Sohn Robert Schaye einen Häute- und Fellhandel in Rauschwalde betrieb.                                                            |
| Stolperstein für Walter Totschek           | Walter Totschek         | Steinstraße 2–5 (Standort)                                                       | 5. Nov. 2021   | Hier arbeitete Walter Totschek Jg. 1875 Flucht 1941 USA Tot 11.4.1944 | Die Familie Totschek betrieb auf der Steinstraße das Kaufhaus Totschek. |
| Stolperstein für Bianca Totschek           | Bianca Totschek         | Steinstraße 2–5 (Standort)                                                       | 5. Nov. 2021   | Bianca Totschek Geb. Blumenthal Geb. 1895 Flucht 1941 USA | Die Familie Totschek betrieb auf der Steinstraße das Kaufhaus Totschek. |
| Stolperstein für Gerti Totschek            | Gerti Totschek          | Steinstraße 2–5 (Standort)                                                       | 5. Nov. 2021   | Gerti Totschek Verh. Colbert Jg. 1921 Flucht 1941 USA | Die Familie Totschek betrieb auf der Steinstraße das Kaufhaus Totschek. |
| Stolperstein für Ursula Totschek           | Ursula Totschek         | Steinstraße 2–5 (Standort)                                                       | 5. Nov. 2021   | Ursula Totschek Verh. Meyer Jg. 1926 Kindertransport 1939 England | Die Familie Totschek betrieb auf der Steinstraße das Kaufhaus Totschek. |
| Stolperstein für Alfons Maria Wachsmann    | Alfons Maria Wachsmann  | Struvestraße 19 (Standort)                                                       | 30. Mai 2017   | Hier wohnte und arbeitete Kaplan Alfons Wachsmann Jg. 1896 Verhaftet 23.6.1943 'Wehrkraftzersetzung' 'Rundfunkverbrechen' Gefängnis Stettin Hingerichtet 21.2.1944 Brandenburg-Görden | Alfons Maria Wachsmann war in Görlitz Kaplan an der Heilig-Kreuz-Kirche vor deren Einfahrt der Stein verlegt wurde.                                                                                         |
| Stolperstein für Martin Ephraim            | Martin Ephraim          | Zittauer Straße 64 (Standort)                                                    | 2. Mai 2014    | Hier arbeitete Martin Ephraim Geb. 1860 Deportiert 1944 Theresienstadt 6.4.1944 | Martin Ephraim war Eisenwarenhändler, Stadtverordneter und Kunstmäzen. |

## Stolpersteine im polnischen Zgorzelec
In der einstigen Oststadt von Görlitz, dem heutigen Zgorzelec in Polen, wurden im Jahr 2021 drei Stolpersteine verlegt.
| Bild                             | Name            | Adresse                      | Verlege- datum | Inschrift                                                                                 | Kurzvita |
| -------------------------------- | --------------- | ---------------------------- | -------------- | ----------------------------------------------------------------------------------------- | --- |
| Stolperstein für Max Goldberg    | Max Goldberg    | ul. Kościuszki 10 (Standort) | 5. Nov. 2021   | Tu mieskal Max Goldberg Ur. 1891 W R. Uciekl w 1939 R. Anglia USA                         | Die Stolpersteine für Familie Goldberg sind die ersten die in Zgorzelec, in der eh. Oststadt von Görlitz verlegt wurden. |
| Stolperstein für Helene Goldberg | Helene Goldberg | ul. Kościuszki 10 (Standort) | 5. Nov. 2021   | Tu mieskala Helene Goldberg Z D. Wechsler Ur. 1902 WR. Uciekla w 1939 R. Anglia USA       | Die Stolpersteine für Familie Goldberg sind die ersten die in Zgorzelec, in der eh. Oststadt von Görlitz verlegt wurden. |
| Stolperstein für Eva Goldberg    | Eva Goldberg    | ul. Kościuszki 10 (Standort) | 5. Nov. 2021   | Tu mieskala Eva Goldberg Nazwisko po Mezu Judd Ur. 1929 W R. Uciekla w 1939 R. Anglia USA | Die Stolpersteine für Familie Goldberg sind die ersten die in Zgorzelec, in der eh. Oststadt von Görlitz verlegt wurden. |